# Andreeni, Harghita
Andreeni (în maghiară Magyarandrásfalva) este un sat în comuna Avrămești din județul Harghita, Transilvania, România.

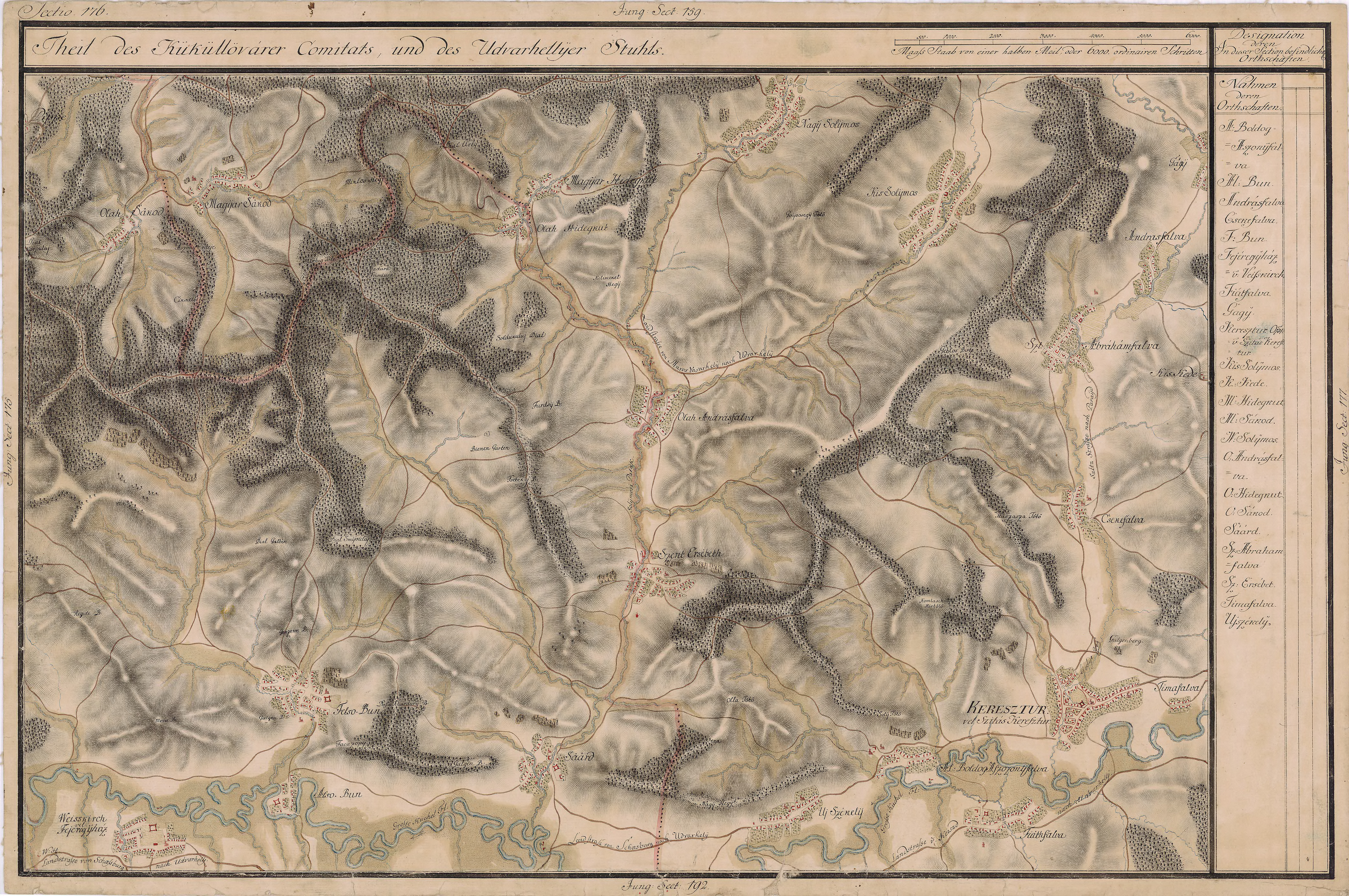
Andreeni în Harta Iosefină a Transilvaniei, 1769-73

## Imagini

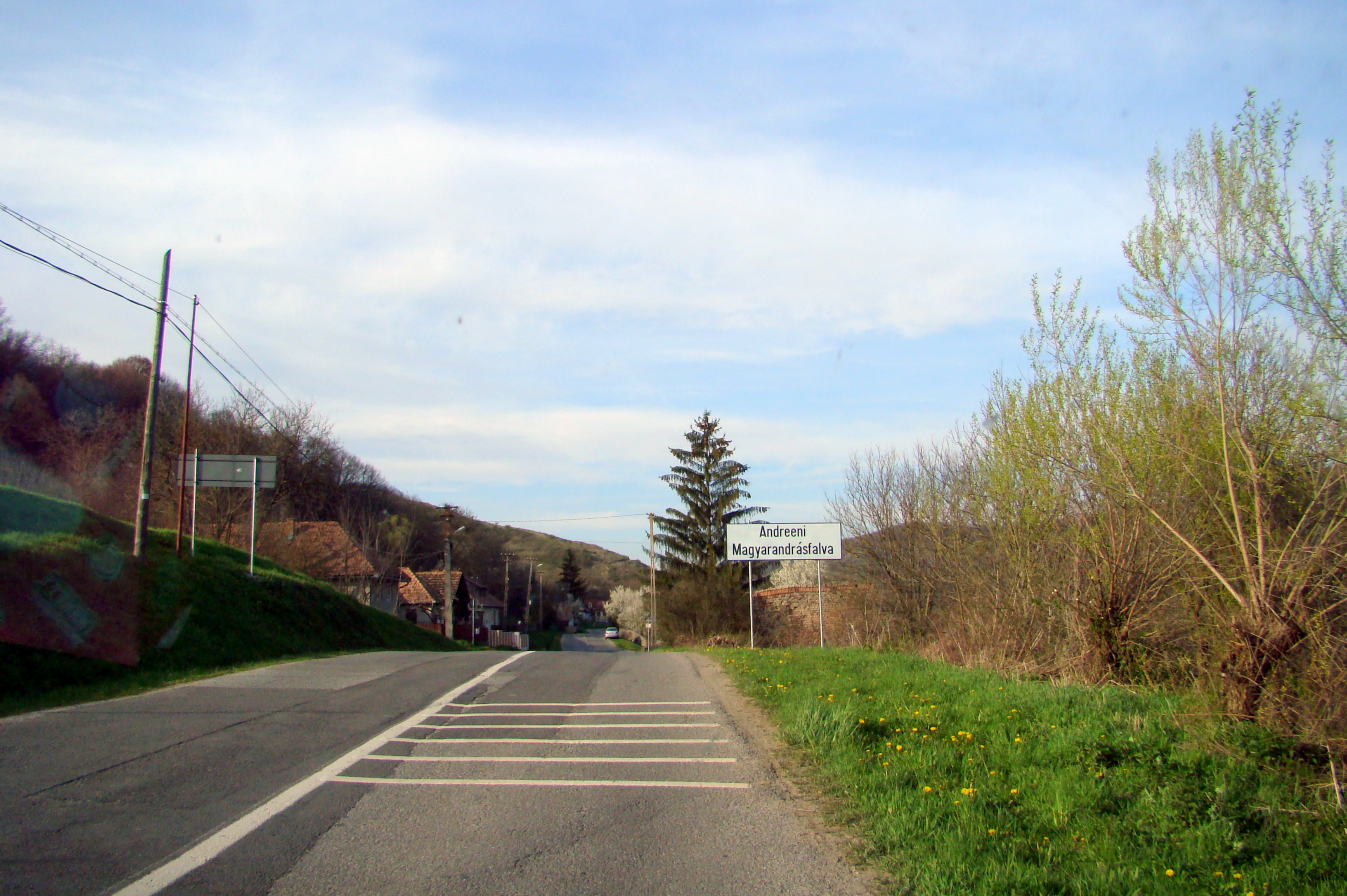
Intrarea dinspre Avrămești
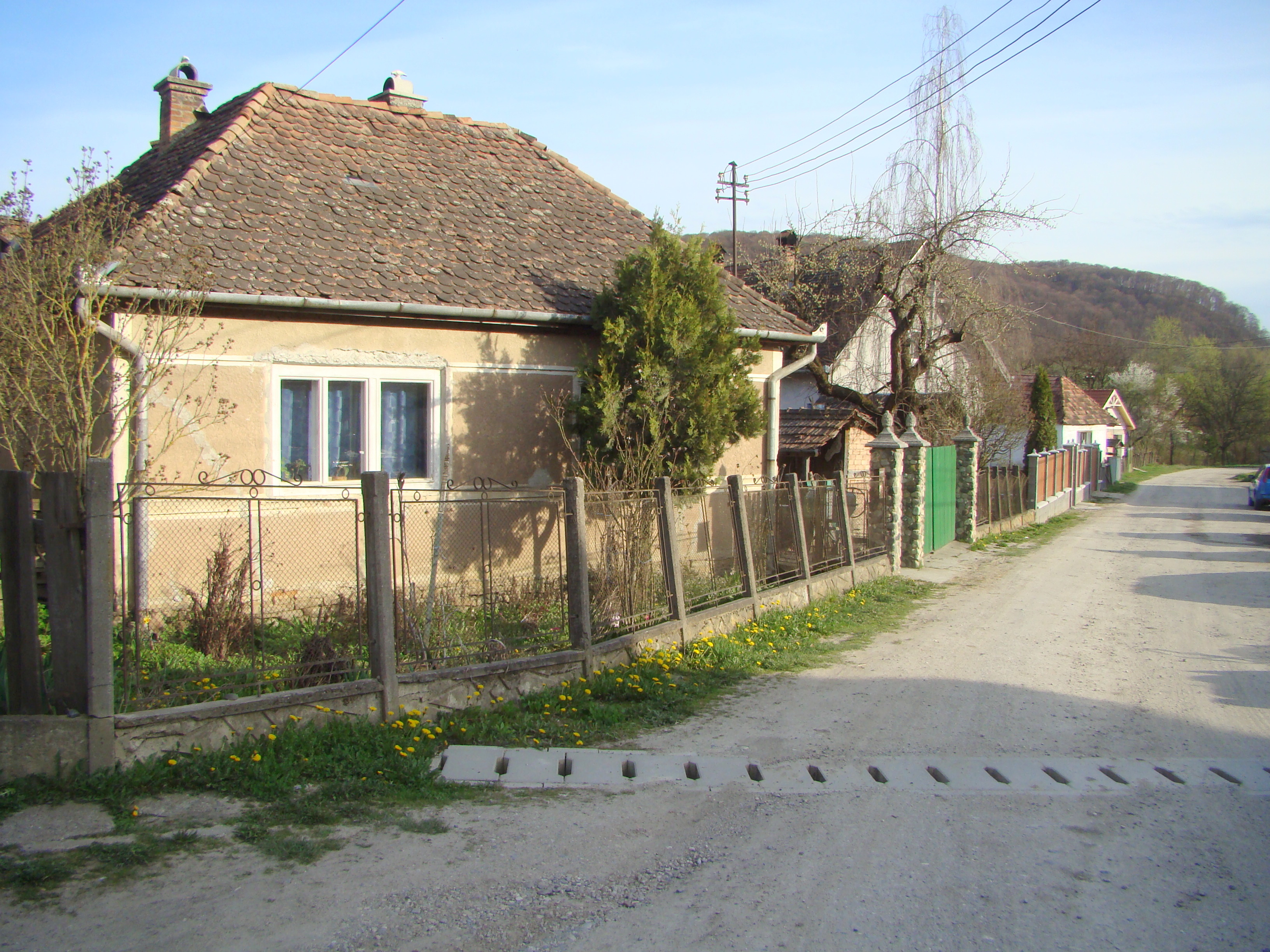
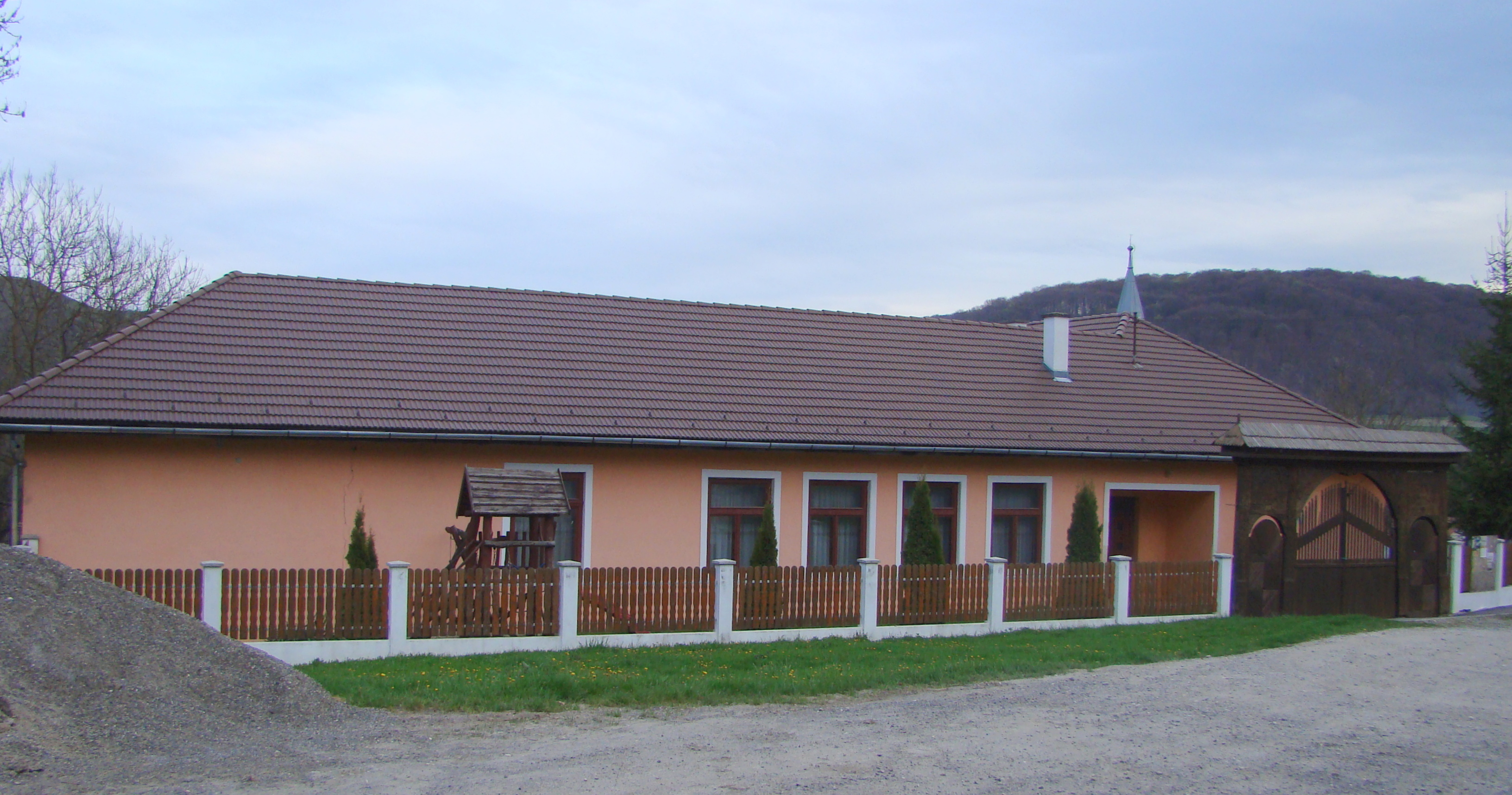
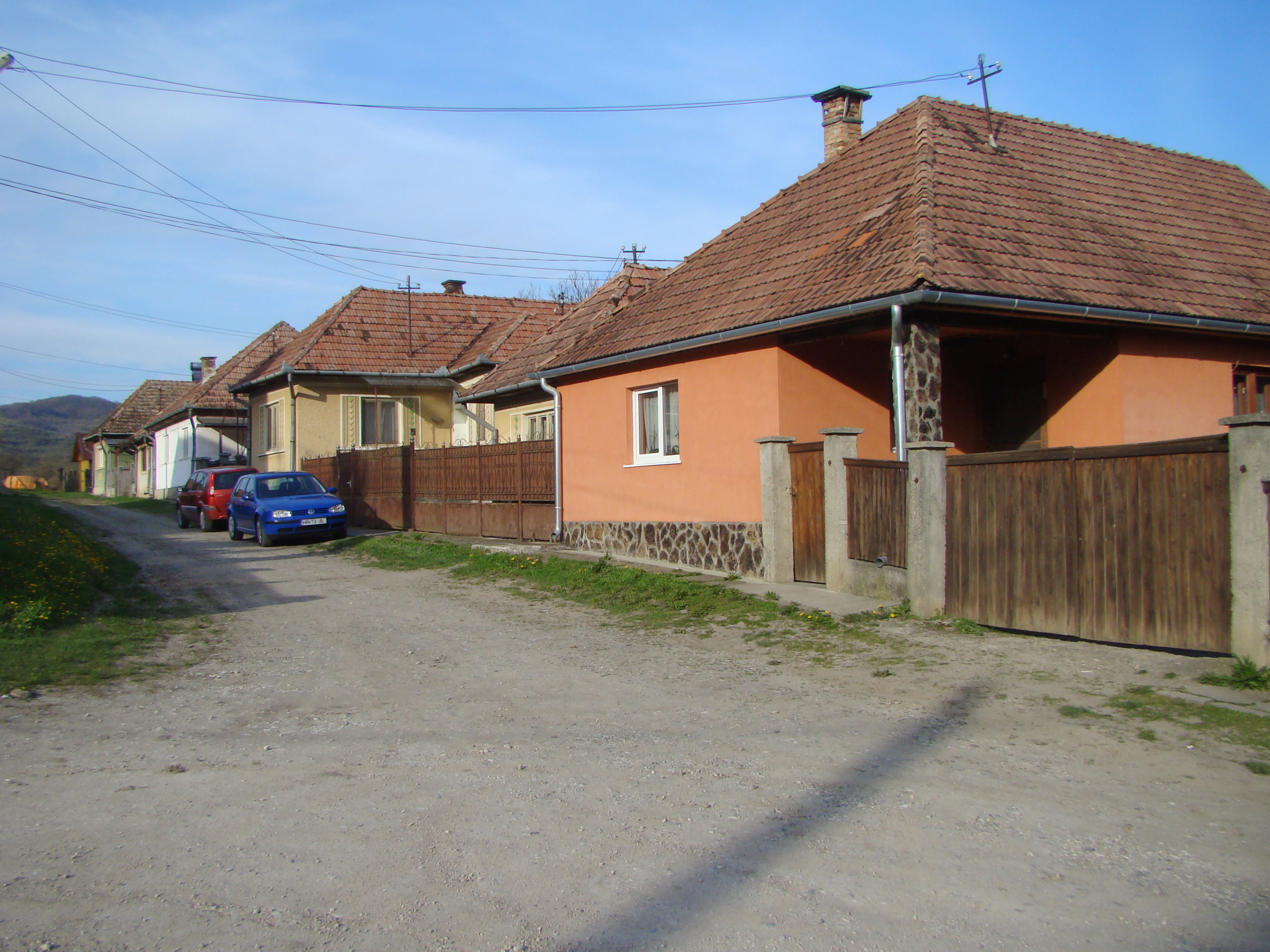
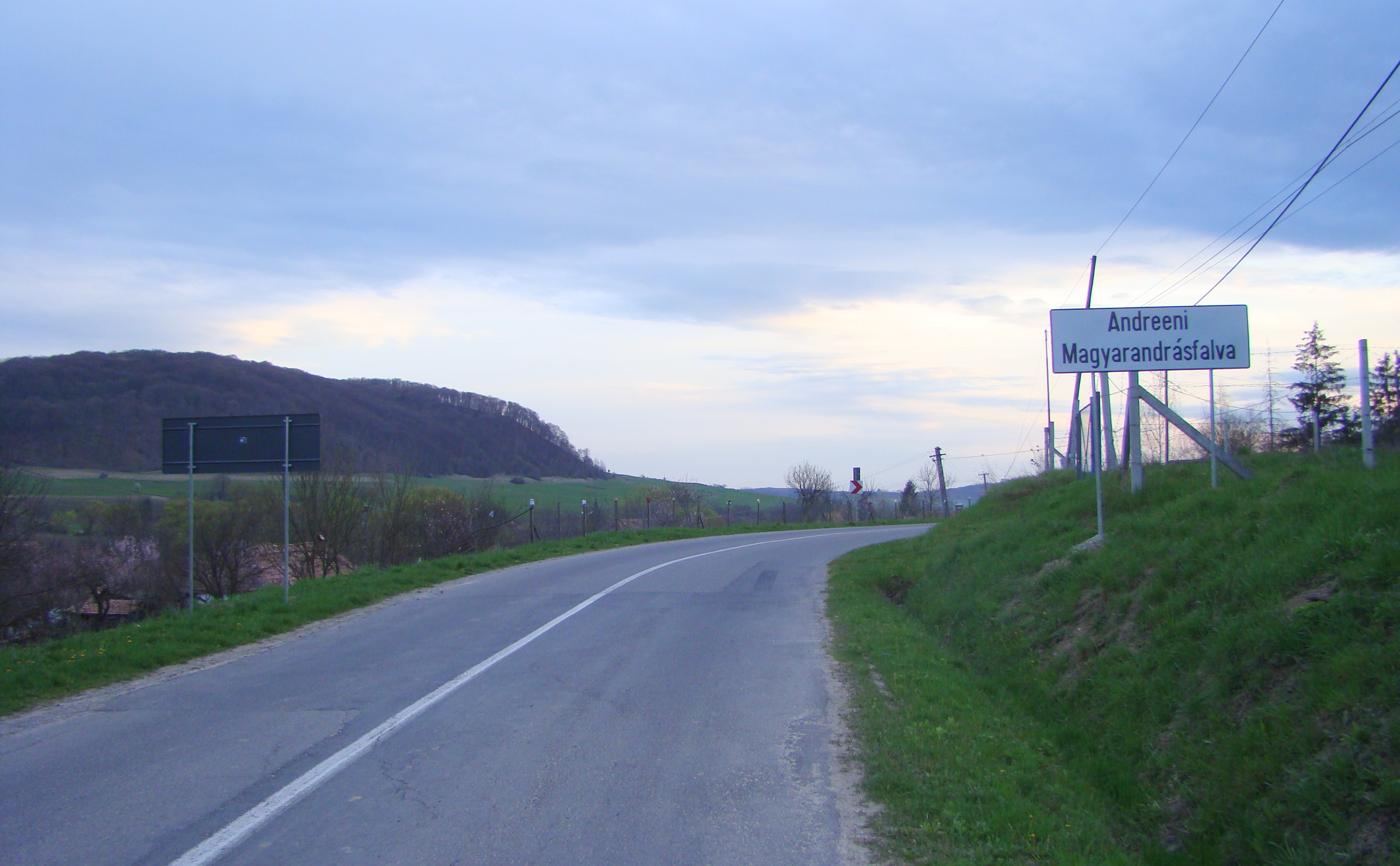
Intrarea dinspre Goagiu

 Acest articol despre o localitate din județul Harghita este deocamdată un ciot. Puteți ajuta Wikipedia prin completarea lui.